# Lacs d'Arrémoulit
Les lacs d'Arrémoulit sont de petits lacs français des Pyrénées, dans le département des Pyrénées-Atlantiques de la région Nouvelle-Aquitaine. Ils sont composés deux lacs principaux accompagnés de nombreux laquets.

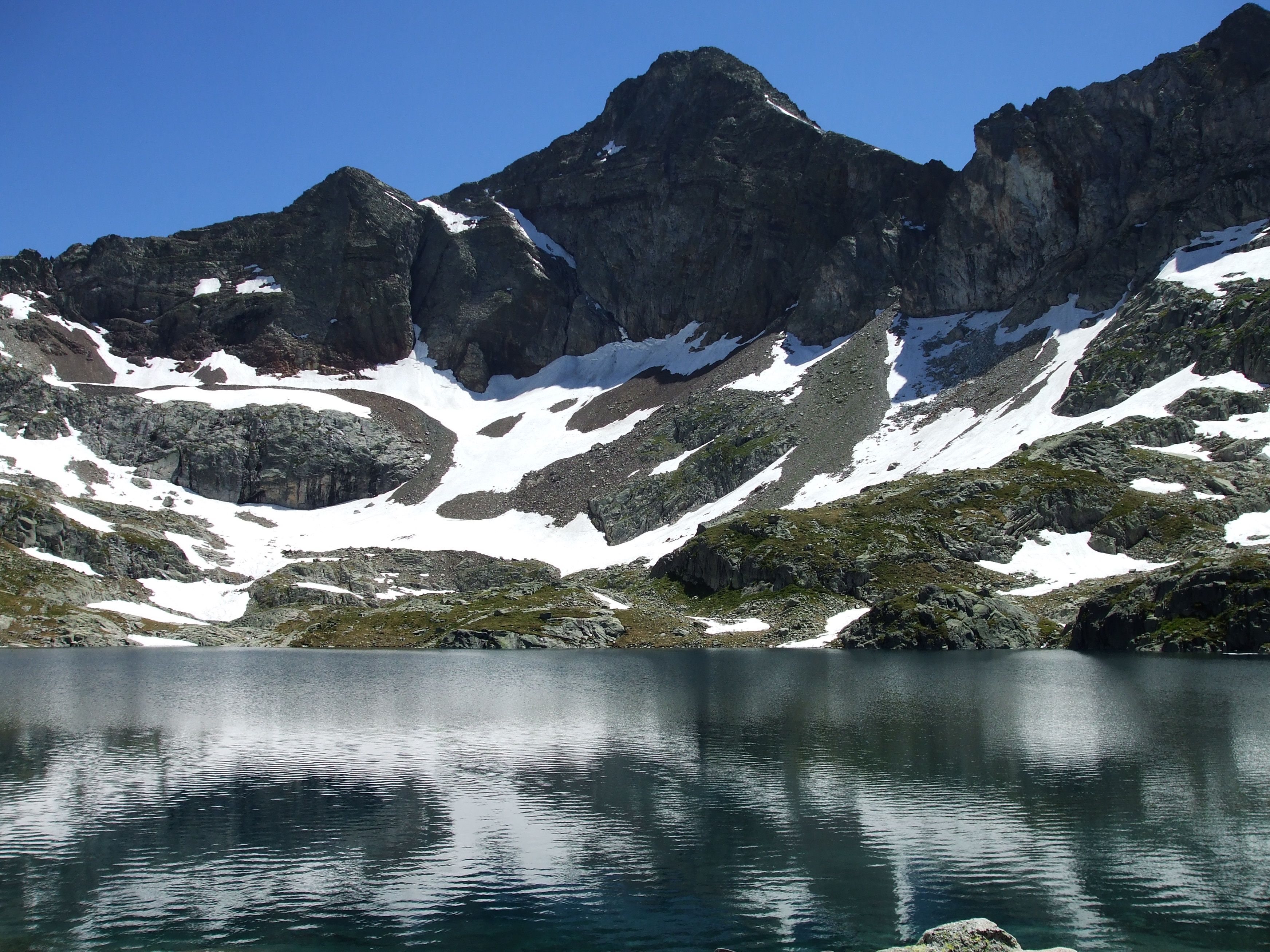
Lac d'Arrémoulit

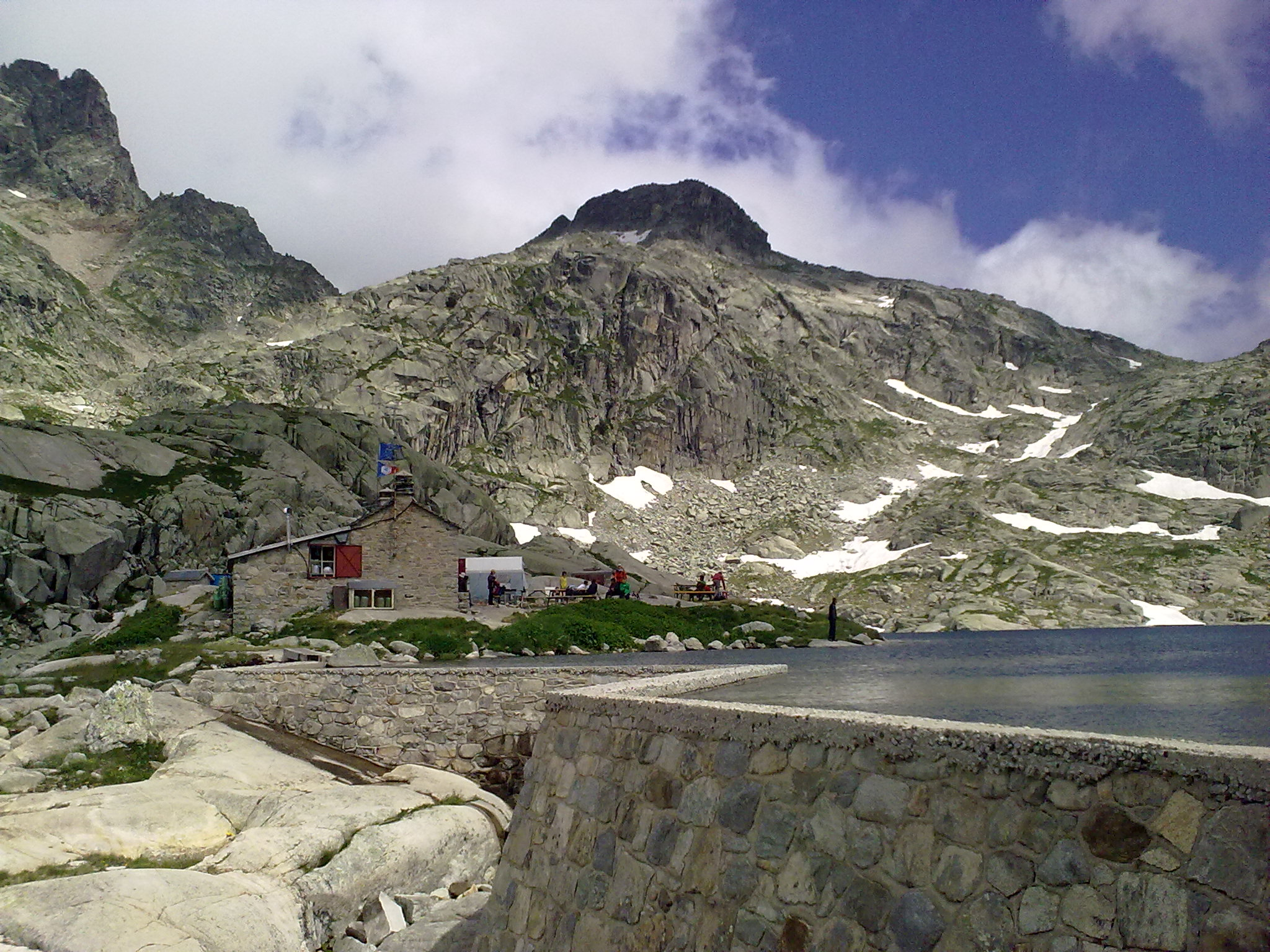
Le refuge d'Arrémoulit depuis le barrage.

## Géographie

### Topographie
Ils sont situés en contrebas du pic Palas au-dessus du lac d'Artouste dans la vallée d'Ossau et la commune de Laruns. Le plus grand de ces lacs est en partie formé par la retenue d'eau d'un petit barrage (3 mètres de haut) qui permet d'accéder au refuge d'Arrémoulit (à une altitude de 2 305 m). Autour du lac principal s'étalent une myriade de petits lacs, dénommés les «laquets d'Arrémoulit», se déversant dans le lac principal. Au début de l'été, les lacs sont parfois encore gelés.

## Randonnées
Les lacs sont accessibles soit depuis la vallée d'Ossau proche du col du Pourtalet, à partir du lieu-dit Cabane de Caillou de Soques (1 400 m), en passant par le « passage d'Orteig » équipé d'une main courante qui sécurise cet itinéraire qui est à flanc de paroi (en 3 h ou 4 h) ; soit depuis le lac d'Artouste en 1 h 15 accessible par le petit train d'Artouste puis en longeant le lac et en suivant « lacs d'Arrémoulit ».
On peut y accéder depuis les sommets alentour.